# Allez Ola Olé
Allez Ola Olé ili Allez! Ola! Olé! (kako je izvorno naslovljena) je singl Jessyja Matadora iz 2010. godine s kojom je predstavljao Francuski na Eurosongu 2010. u Oslu. Ova pjesma je ujedno i Matadorov treći singl. Pjesma je izabrana interno i predstavljena 24. veljače 2010. Pjesmu će također korisiti i France Télévisions u svojstvu ljetnog hita 2010., a služit će i tijekom emitiranja utakmica Svjetskog nogometnog prvenstva 2010. Naslov pjesme referenca je na slavni album Music of the World Cup: Allez! Ola! Ole! koji je izdan 1998. kako bi se poklopio s održavanjem nogoometnog prvenstva u Francuskoj.
Pjesmu je, kao i svake godine, interno odabrala France Télévisions, a Matador je izabran među konkurencijom koju su, između ostalih, sačinjavali Christophe Willem, David Guetta i Emmanuel Moire. Pjesma je prvi puta predstavljena 19. ožujka 2010.
U finalu je nastupao 18., nakon Ukrajine i prije Rumunjske i ostavio je snažan dojam na publiku i gledatelje jednim iznimno energičnim i dinamičnim nastupom. Po završetku glasovanja, Matador je skupio 82 boda i završio na 12. mjestu, prije Rusije koja je imala 90 i ispred Srbije, koja je imala 72 boda. To je bio, nakon Njemačke (koja je pobijedila), drugi najbolji plasman izravnih finalista ("Velika četvorka" i Norveška), te je Matador tako nastavio seriju dobrih plasmana Francuske na Eurosongu. 
Singl je izdan 10. svibnja 2010., a bit će dio Matadorovog albuma Electro Soukousss koji izlazi 14. lipnja 2010. godine.

## Verzije
- Digitalni download

1. "Radio Edit" – 2:52
2. "Radio Edit Electro" – 3:14

- Francuski promo CD singl

1. "Kework & Cocozza Remix" – 4:24
2. "Afro Mix" – 4:01
3. "Techno Mix" – 3:47
4. "Radio Edit" – 2:52
5. "Radio Edit Electro" – 3:14